# أنطونيو إيتورميندي باناليس
كان أنطونيو إيتورميندي باناليس (1903-1976) كارليًا إسبانيًا وأحد مناصري فرانكو. اشتهر كوزير للعدل حين شغل ذلك المنصب بين عامي 1951 و1965 وكمتحدث في برلمان إسبانيا بين عامي 1965 و1969، وشغل المقعد البرلماني بين عامي 1949 و1976. يشار إليه أيضًا بشكل مختصر بالحاكم المدني وحاكم لمقاطعتي طركونة وسرقسطة في عام 1939. على الرغم من أنه لم يكن من بين صناع القرار الأساسيين ضمن النظام الفرانكوي، يعتبر باناليس شخصية رئيسية في إحباط المحاولة الفلانخية لإعادة رسم الخطوط الأساسية للنظام في أواسط الخمسينيات من القرن العشرين، وفي تنفيذ عملية استعادة الألفونسية في الستينيات من القرن العشرين.

## العائلة وسنوات الشباب
ظهرت أسرة إيتورميندي التي تنحدر من منطقة نبرة في بلدة مورنتين للمرة الأولى في أواسط القرن السادس عشر. تفرعت الأسرة إلى عدة أفرع، على الرغم من أن أيًا من ممثليها لم يتميز خصوصًا. كان إيميتريو سيليدونيو إيتورميندي باربارين (1812-1883) أشهر أعضاء العائلة، وكان جنديًا أصبح في ما بعد أيقونة للتمرد الكارلي،  وشارك في جميع الحروب الكارلية الثلاث (1833-1838 و1849 و1873-1876) وترقى ليصبح جنرالًا. وكان أيضًا شقيق الجد الأكبر لأنطونيو. انتقل جد أنطونيو أو والده إلى باراكالدو على خليج غشكونية، نال الأخير، خوسيه إيتورميندي لوبيز (1873-1955)، تعليمه في فقه القضاء وعمل كمحام لمدة نصف قرن تقريبًا. في أواسط العشرينيات من القرن العشرين، شغل منصب رئيس الدائرة القضائية في بانكو فاسكو، الأمر الذي جعله يدخل في مفاوضات الاتفاقية الاقتصادية للباسك، التي كانت ترتيبات مالية دورية بين بسكاية الإقليمية المحكومة ذاتيًا ومدريد. في أواسط الثلاثينيات من القرن العشرين أصبح عميدًا لجامعة أبوغادوس في مقاطعة بسكاية، وهو المنصب الذي بقي يشغله حتى وفاته. تزوج إيتورميندي لوبيز جوليا باناليس منتشاكا (1881-1962)، أنجب الثنائي 11 ولدًا، 7 صبيان و4 بنات. 
شأنه شأن أشقائه، نشأ أنطونيو في أجواء متعمقة في الكاثوليكية، وبدأ تعليمه في مدرستي دوكترينا كريستيانا وساغرادوس كورازونيس حيث نال درجة البكالوريوس. في وقت غير معروف، ولو أنه من المتحمل أنه كان نحو العام 1920، دخل أنطونيو كلية دي ديريشو في جامعة ديوستو، التي كانت ثانوية مرموقة في بيلباو أسسها اليسوعيون. وتخرج في ديوستو ونال شهادة في الحقوق، ليس واضحًا التاريخ الحقيقي لتخرجه لكنه من المتحمل أنه كان في أواسط العشرينيات من القرن العشرين. في عام 1924 سوّى أنطونيو أموره مع الجيش ورشح في عام 1926 كمحام للمقاطعة في القسم القضائي للولاية. في السنة نفسها اجتاز بنجاح امتحان القبول لمعهد ريوس وبدأ ممارسة القانون في وزارة الاقتصاد في قسطلونة، على الرغم من أنه كان قد نقل في عام 1927 إلى لوغرونيو. عاد إيتورميندي في وقت غير معروف في أواخر العشرينيات من القرن العشرين إلى مسقط رأسه بسكاية حين وُظف في بيلباو.
في عام 1927 تزوج إيتورميندي ريتا جوميز ناليس (1900-1983)، وهي فتاة مكسيكية المولد من أسرة هندية، ولا تقدم أي من المصادر أي معلومات حول أسرتها باستثناء أنها كانت تعيش في مدريد. استقر الثنائي في بيلباو. أنجب أنطونيو وريتا 5 أولاد: ماريا تيريزا وماريا ديل بيلار وماريا دي لوس أنجلس وأنطونيو وخافيير إيتورميندي جوميز ناليس. لم يصبح أي منهم شخصية عامة، على الرغم من أن ماريا تيريزا تزوجت ألفونسو أوسوريو جارسيا، أحد مناصري فرانكو وسياسي مسيحي ديمقراطي في وقت لاحق ونائب رئيس الوزراء في حكومة سواريز. شغل بعض أحفاد أنطونيو، ولا سيما من أسرتي أوسوريو إيتورميندي وإيتورميندي ماكليلان، مناصب عليا في الشركات التنفيذية. كان أحد أشقاء إيتورميندي محاميًا معروفًا على المستوى المحلي وكان شقيق آخر له جنديًا في الجيش. أصبح ابن أخ أنطونيو، خوسيه إيتورميندي موراليس، مختصًا في القانون وشغل لمدة 20 عامًا حتى عام 2008 منصب عميد كلية الحقوق في جامعة كومبلوتينس في مدريد، واعتبر واحدًا من المؤيدين الأساسيين للحق الطبيعي الإسباني. وكانت ابنة أخ أنطونيو، جوانا إيتورميندي ماجوريجوي، سياسية في حزب الشعب الإسباني وعضوة في مجلس الشيوخ الإسباني خلال الفترة بين عامي 2009 و2011.

## بيلباو: من محام إلى نائب العمدة
تقريبًا لا يعرف أي شيء عن نشاطات أنطونيو العامة في أواخر العشرينيات وأوائل الثلاثينيات من القرن العشرين، باستثناء أنه واصل ممارسة مهنته كمحام للمقاطعة في بيلباو. في وقت غير معروف أصبح أنطونيو قاضيًا خبيرًا في مقاطعة بسكاية التي كانت تحكم ذاتيًا، ومن المحتمل أنه التقى في الفترة التي شغل فيها هذا المنصب استيبان بيلباو، صديق والده خلال فترة ميغيل بريمو دي ريفيرا رئيس مجلس بسكاية، وأصبح بيلباو المناصر السياسي لإيتورميندي طوال حياته وأصبح إيتورميندي محميه وخليفته. في أوائل الثلاثينيات من القرن العشرين واصل إيتورميندي عمله كمحام، خلال دكتاتورية داماسو بيرنجير عمل أنطونيو مع والده في المكتب نفسه، غير أنه في الفترة الجمهورية أسس مكتبه الخاص به. لا تشير أي من المصادر التي جرى الإطلاع عليها بوضوح إلى انخراط أنطونيو في أي نشاط سياسي. أشارت الأعمال اللاحقة وملاحظات صحفية إلى إيتورميندي بأنه كارلي ومن مناصري المذهب التقليدي على الرغم من أنه من غير المؤكد أنه انضم، شأن استيبان بيلباو، إلى التجمع التقليدي أو انخرط في مبادرات كارلية. تشير السجلات إلى أن إيتورميندي الذي نال شهرة لا جدال فيها انخرط في حزب العمل الشعبي في ريف بسكاية، على الرغم من أنه من غير الواضح إذا ما كان الشخص المشار إليه هو أنطونيو أم والده أم فرد آخر من العائلة.
ليس هناك معلومات متاحة حول موقف إيتورميندي قبل انقلاب يوليو لعام 1936 وبعده بفترة وجيزة. ومن غير المعروف إذا ما كان قد انخرط في مؤامرة كارلية وأين كان يقيم خلال اندلاع الحرب الأهلية وماذا كان مصيره في الأشهر القليلة التالية. في شهر أغسطس من عام 1936، ظهر جوسيه إيتورميندي في برغش وأعلن على الملء انضمامه إلى لجنة الدفاع الوطني، إلا أن ملاحظة صحيفة مرتبطة بالحدث لم تذكر أن أنطونيو انضم إلى والده. قبل أنطونيو حسب أقاويل بمرسوم التوحيد لشهر أبريل من عام 1937 وكان من بين أولئك الكارليين الذين انضموا دون تردد إلى حزب الدولة الفرانكوي الجديد، الفلانخية الإسبانية التقليدية،  على الرغم من أن أولى المعلومات المؤكدة عن أماكن تواجده برزت من شهر ديسمبر من عام 1937. مع تزكيته من قبل استيبان بيلباو، رُشح إيتورميندي للجنة التصفية التي كانت تتألف من 3 أعضاء، وحالما تخلصت الجبهة القومية من كافة الترتيبات الإقليمية المستقلة لبسكاية، ولا سيما الاتفاقية الاقتصادية للباسك، عُهد إلى تلك الهيئة بهندسة تسليم مسؤولياتها القانونية إلى الإدارة المركزية وأتمت الهيئة المهمة في غضون أشهر قليلة.
بقي أنطونيو مشغولًا بالمهمة التالية التي أوكلت إليه في بيلباو. في شهر أغسطس من عام 1938 عينت وزارة الداخلية القومية الإدارة البلدية الثالثة، التي ترأسها خوسيه ليكويريكا، في خطوة فرانكوية مألوفة لخلق توازن بين التكتلات السياسية المختلفة، وبصفته كارليًا مطيعًا عين إيتورميندي نائب عمدة الأمر الواقع للمدينة. وأصبح رئيسًا للجنة الاقتصاد والميزانية ودخل ضمن الهيئة التنفيذية للشركات التجارية التي تترأسها المدينة، مثلًا، انضم إلى مجلس دي جوبييرنو في كاجا دو أهوروس دي بيلباو. لا تقدم أي من المصادر التي جرى الاطلاع عليها معلومات مفصلة حول نشاطه في أروقة المدينة، وليس واضحًا متى تخلى عنها بالضبط. تشير معظم المصادر إلى أنه في شهر يناير من عام 1939 عين في وظيفة جديدة في كاتالونيا، إلا أن بعض الأعمال تصنف إيتورميندي كعضو في إدارة بيلباو حتى شهر مارس من عام 1939.

## الصعود والسقوط
في شهر يناير من عام 1939 رشح إيتورميندي كأول حاكم مدني فرانكوي في مقاطعة طركونة. وأشير إلى انخراطه في الإرهاب الأبيض الذي أوقف أو أزاح الموظفين الذين اعتبروا «غير وطنيين» من مناصبهم. وأشارت السجلات أيضًا إلى دوره خلال صراع تعلق بالكاردينال فيدال باراكير. ومع غضبه من الموقف المحايد للأسقف، صمم فرانكو على منع عودته إلى طركونة. ساعد إيتورميندي في القيام بمناورة ضد المرشح البابوي المؤقت، فرانسيسك فيفيس، وساهم بصورة كبيرة في الهزيمة النهائية للدبلوماسية الفاتيكانية في صراعها لإعادة تنصيب فيدال. في شهر مارس من عام 1939، نقل إيتورميندي إلى منصب الحاكم المدني في سرقسطة الذي شغله لمدة 5 أشهر. مرة أخرى، أشير إليه على أنه واحد من أولئك الذين «لا ترتجف» أيديهم عند تعامله مع موظفين يشك بحماستهم حيال النظام الجديد.